# 蔡氏棘胎鳚
蔡氏棘胎鳚（學名：Acanthemblemaria chaplini），為輻鰭魚綱鳚形目煙管鳚科棘胎鳚屬的一種，分布於西大西洋美國佛羅里達州東南部至巴哈馬海域，深度2至12公尺，本魚體延長、頭短鈍，兩眼之間至吻中部2條低脊上有短而多節的刺，前鼻孔和後鼻孔之間的吻側有短而鈍的乳狀突起，眼上方有1對觸鬚，鼻孔也有觸鬚，口腔頂部側面有多排發育良好的牙齒，無側線、無鱗片，頭部為橙色至淡黃色，身體呈棕褐色，有許多白色和棕色斑點，頭部和身體下部有深色斑點，背鰭下半部有白色斑點，背鰭前緣和前幾根棘的邊緣橙色，背鰭硬棘間鰭膜有一個大的黑色斑點，背鰭硬棘21-23枚、背鰭軟條17-22枚、臀鰭硬棘2枚、臀鰭軟條25-30枚，體長可達4.5公分，棲息在石灰岩質斜坡，雌魚產附著性卵，由雄魚守護魚卵，生活習性不明。